# Ali Ait Ferhat
 (novembre 2012).
Si vous disposez d'ouvrages ou d'articles de référence ou si vous connaissez des sites web de qualité traitant du thème abordé ici, merci de compléter l'article en donnant les références utiles à sa vérifiabilité et en les liant à la section « Notes et références ».
Pour les articles homonymes, voir Ferhat.
Ali Ideflawen, de son vrai nom Ait Ferhat Ali, né le 16 janvier 1957 à Timizart (wilaya de Tizi Ouzou, Kabylie, Algérie), est un chanteur, auteur-compositeur-interprète et musicien algérien d'expression kabyle, membre fondateur du groupe Ideflawen.
Son nom d'artiste, Ali Ideflawen, signifie « Ali des neiges » en tamazight.

## Biographie
il a vécu une enfance très tourmentée; après le décès de son père, un maquisard de l’ALN, sa mère a décidé de repartir dans son village natal Ighil-Mahni.
En février 2022, il est frappé d'une « interdiction de sortie du territoire national », sans que les motifs soient connus à cette date.